# Lorenz Meulebroek
Lorenz Meulebroek (Dendermonde, 6 januari 1991) is een Belgisch beiaardier, docent en organist te Dendermonde.

## Levensloop
Lorenz Meulebroek studeerde aan het Lemmensinstituut te Leuven waar hij in 2012 het graduaat Kerkmuziek behaalde. In 2007 begon hij met een studie aan de Koninklijke Beiaardschool Jef Denyn te Mechelen, waar hij in 2018 zijn diploma behaalde.
Sinds 2015 is hij aangesteld tot koster-organist van de Collegiale Onze-Lieve-Vrouwekerk te Dendermonde en als stadsbeiaardier van Dendermonde, waar hij wekelijks de beiaard bespeeld.
Meulebroek is als leraar verbonden aan de Stedelijke Academie voor Muziek, Woord en Dans te Dendermonde.
Hij gaf verder concerten in verschillende steden in België, Frankrijk, Zwitserland en Nederland.